# Чемпіонат світу з напівмарафону
Чемпіонат світу з напівмарафону — регулярне змагання з шосейного бігу, що проводиться Світовою легкою атлетикою та входить до складу серії змагань «Всесвітньої легкоатлетичної серії» (англ. World Athletics Series). Крім напівмарафону, чемпіони світу в шосейних бігових дисциплінах наразі визначаються тільки на марафонській дистанції в межах програми чемпіонатів світу з легкої атлетики.
До 1992, ІААФ організовувала чемпіонати світу з шосейного бігу серед жінок, на яких першість спочатку (у 1983—1984) розігрувалась на дистанції 10 кілометрів, а згодом — на дистанції 15 кілометрів. Востаннє цей чемпіонат був проведений у 1991, після чого був замінений на напівмарафонський забіг серед жінок у межах програми чемпіонату світу з напівмарафону.
Крім цього, з 1992 по 1998 (з періодичністю раз на два роки), ІААФ організовувала Чемпіонат світу з екідену, в межах якого розігрувалась світова команда першість на естафетній марафонській дистанції.

## Історія
Перший чемпіонат був проведений у 1992. Відтоді та до 2010 включно він проводився щорічно. Починаючи з 2010, чемпіонат проводиться раз на два роки.
Програма перших двох чемпіонатів (1992 та 1993) включала визначення переможців як серед дорослих, так і серед юніорів. Починаючи з 1994 року, визначення переможців відбувається виключно серед дорослих спортсменів. Крім цього, на кожному чемпіонаті визначається національна збірна — переможець у командному заліку. Для цього складаються три найшвидших часи спортсменів кожної країни.
Змагання мали назву «Чемпіонат світу з напівмарафону» з початку історії змагань до першості-2005 включно. Чемпіонати у 2006 та 2007 іменувались як «Чемпіонат світу з шосейного бігу» (англ. World Road Running Championships). Починаючи з чемпіонату-2008, змаганням повернули оригінальну назву.
Особливістю чемпіонату-2006 була та, що першість серед чоловіків і жінок розігрувалась на дистанції 20 кілометрів.
Чемпіонат-2020 у Гдині виявився останньою окремою світовою першістю з напівмарафону після скасування чемпіоната-2022 у Янчжоу. У вересні 2020 Рада Світової легкої атлетики ухвалила рішення включити напівмарафонську дисципліну до програми чемпіонату світу з шосейного бігу (англ. World Athletics Road Running Championships), який буде проходити по непарних роках, починаючи з 2023.

## Чемпіонати
| Чемпіонат | Місто-господар    | Дати проведення | Країни     | Атлети     |
| --------- | ----------------- | --------------- | ---------- | ---------- |
| 1992      | Ньюкасл-апон-Тайн | 19-20 вересня   | 36         | 204        |
| 1993      | Брюссель          | 3 жовтня        | 49         | 254        |
| 1994      | Осло              | 24 вересня      | 47         | 215        |
| 1995      | Монбельяр→Бельфор | 1 жовтня        | 54         | 247        |
| 1996      | Па́льма-де-Майо́рка | 29 вересня      | 53         | 209        |
| 1997      | Кошиці            | 3 жовтня        | 45         | 228        |
| 1998      | Цюрих             | 27 вересня      | 54         | 236        |
| 1999      | Палермо           | 3 жовтня        | 48         | 193        |
| 2000      | Веракрус          | 12 листопада    | 52         | 182        |
| 2001      | Бристоль          | 7 жовтня        | 52         | 202        |
| 2002      | Брюссель          | 5 травня        | 60         | 201        |
| 2003      | Віламура          | 4 жовтня        | 49         | 171        |
| 2004      | Нью-Делі          | 3 жовтня        | 55         | 152        |
| 2005      | Едмонтон          | 1 жовтня        | 43         | 156        |
| 2006      | Дебрецен          | 8 жовтня        | 42         | 141        |
| 2007      | Удіне             | 14 жовтня       | 41         | 148        |
| 2008      | Ріо-де-Жанейро    | 12 жовтня       | 43         | 157        |
| 2009      | Бірмінгем         | 11 жовтня       | 39         | 158        |
| 2010      | Наньнін           | 16 жовтня       | 30         | 123        |
| 2012      | Каварна           | 6 жовтня        | 42         | 147        |
| 2014      | Копенгаген        | 29 березня      | 56         | 201        |
| 2016      | Кардіфф           | 26 березня      | 49         | 174        |
| 2018      | Валенсія          | 24 березня      | 79         | 279        |
| 2020      | Гдиня             | 17 жовтня       |            | 225        |
| 2022      | Янчжоу            | скасований      | скасований | скасований |

## Медальний залік
- Інформація наведена по чемпіонат світу-2020 включно.
- Враховані медалі, які отримує країна за призове місце у командному заліку.

| Місце | Країна          | Золото | Срібло | Бронза | Загалом |
| ----- | --------------- | ------ | ------ | ------ | ------- |
| 1     | Кенія           | 47     | 28     | 18     | 93      |
| 2     | Ефіопія         | 13     | 20     | 19     | 52      |
| 3     | Румунія         | 8      | 7      | 9      | 24      |
| 4     | Еритрея         | 6      | 9      | 3      | 18      |
| 5     | ПАР             | 5      | 5      | 2      | 12      |
| 6     | Велика Британія | 4      | 2      | 3      | 9       |
| 7     | Нідерланди      | 3      | 1      | 0      | 4       |
| 8     | Італія          | 3      | 0      | 5      | 8       |
| 9     | Танзанія        | 2      | 3      | 5      | 10      |
| 10    | Росія           | 2      | 3      | 3      | 8       |
| 11    | КНР             | 2      | 0      | 0      | 2       |
| 12    | Японія          | 1      | 9      | 13     | 23      |
| 13    | Марокко         | 1      | 1      | 2      | 4       |
| 14    | Уганда          | 1      | 0      | 2      | 3       |
| 15    | Бельгія         | 1      | 0      | 1      | 2       |
| 15    | Португалія      | 1      | 0      | 1      | 2       |
| 17    | Іспанія         | 0      | 2      | 2      | 4       |
| 18    | Австралія       | 0      | 2      | 1      | 3       |
| 19    | Мексика         | 0      | 2      | 0      | 2       |
| 20    | Катар           | 0      | 1      | 3      | 4       |
| 21    | Бахрейн         | 0      | 1      | 2      | 3       |
| 22    | Німеччина       | 0      | 1      | 1      | 2       |
| 23    | Франція         | 0      | 1      | 0      | 1       |
| 23    | Аргентина       | 0      | 1      | 0      | 1       |
| 23    | Норвегія        | 0      | 1      | 0      | 1       |
| 26    | Бразилія        | 0      | 0      | 2      | 2       |
| 27    | США             | 0      | 0      | 1      | 1       |
| 27    | Зімбабве        | 0      | 0      | 1      | 1       |
| 27    | Латвія          | 0      | 0      | 1      | 1       |

## Мультимедалісти
- Інформація наведена по чемпіонат світу-2020 включно.

### Особисті+командні
| Атлет                   | 1        | 2        | 3        | Загалом   |
| ----------------------- | -------- | -------- | -------- | --------- |
| Зерсенай Тадесе Еритрея | 6 (5+1к) | 7 (1+6к) | 0        | 13 (6+7к) |
| Тесфає Джифар Ефіопія   | 1 (0+1к) | 3 (1+2к) | 3 (2+1к) | 7 (3+4к)  |
| Джеффрі Камворор Кенія  | 4 (3+1к) | 2 (0+2к) | 0        | 6 (3+3к)  |
| Шем Корорія Кенія       | 3 (1+2к) | 1 (0+1к) | 1 (0+1к) | 5 (1+4к)  |
| Мозес Тануї Кенія       | 4 (1+3к) | 1 (1+0к) | 0        | 5 (2+3к)  |
| Пол Тергат Кенія        | 4 (2+2к) | 0        | 1 (0+1к) | 5 (2+3к)  |
| Хендрік Рамаала ПАР     | 2 (0+2к) | 3 (2+1к) | 0        | 5 (2+3к)  |
| Соломон Ціге Ефіопія    | 1 (0+1к) | 1 (0+1к) | 3 (0+3к) | 5 (0+5к)  |
| Патрік Макау Кенія      | 3 (0+3к) | 2 (2+0к) | 0        | 5 (2+3к)  |

| Атлетка                   | 1        | 2        | 3        | Загалом  |
| ------------------------- | -------- | -------- | -------- | -------- |
| Тегла Лорупе Кенія        | 6 (3+3к) | 1 (0+1к) | 1 (1+0к) | 8 (4+4к) |
| Лідія Шимон Румунія       | 3 (0+3к) | 2 (1+1к) | 3 (3+0к) | 8 (4+4к) |
| Ауріка Буя Румунія        | 3 (0+3к) | 2 (0+2к) | 2 (1+1к) | 7 (1+6к) |
| Крістьяна Помаку Румунія  | 4 (0+4к) | 3 (2+1к) | 0        | 7 (2+5к) |
| Константіна Діце Румунія  | 2 (1+1к) | 3 (1+2к) | 2 (1+1к) | 7 (3+4к) |
| Ануца Кетуне Румунія      | 3 (0+3к) | 0        | 3 (2+1к) | 6 (2+4к) |
| Юлія Олтяну Румунія       | 3 (0+3к) | 1 (1+0к) | 2 (0+2к) | 6 (1+5к) |
| Нуце Олару Румунія        | 4 (0+4к) | 1 (0+1к) | 1 (0+1к) | 6 (0+6к) |
| Сюзан Чепкемеї Кенія      | 2 (0+2к) | 3 (3+0к) | 1 (1+0к) | 6 (4+2к) |
| Лорна Кіплагат Нідерланди | 4 (3+1к) | 1 (1+0к) | 0        | 5 (4+1к) |
| Берхане Адере Ефіопія     | 1 (1+0к) | 1 (1+0к) | 3 (1+2к) | 5 (3+2к) |
| Памела Чепчумба Кенія     | 2 (0+2к) | 1 (0+1к) | 2 (2+0к) | 5 (2+3к) |
| Пеніна Арусей Кенія       | 2 (0+2к) | 2 (0+2к) | 1 (1+0к) | 5 (1+4к) |

### Особисті
| Атлет                   | 1 | 2 | 3 | Загалом |
| ----------------------- | - | - | - | ------- |
| Зерсенай Тадесе Еритрея | 5 | 1 | 0 | 6       |
| Джеффрі Камворор Кенія  | 3 | 0 | 0 | 3       |
| Фабіано Джозеф Танзанія | 1 | 2 | 0 | 3       |
| Тесфає Джифар Ефіопія   | 1 | 0 | 2 | 3       |

| Атлетка                       | 1 | 2 | 3 | Загалом |
| ----------------------------- | - | - | - | ------- |
| Лорна Кіплагат Нідерланди     | 3 | 1 | 0 | 4       |
| Тегла Лорупе Кенія            | 3 | 0 | 1 | 4       |
| Сюзан Чепкемеї Кенія          | 0 | 3 | 1 | 4       |
| Лідія Шимон Румунія           | 0 | 1 | 3 | 4       |
| Пола Редкліфф Велика Британія | 3 | 0 | 0 | 3       |

## Спортсмени з найбільшою кількістю участей
- Нижче перелічені спортсмени, які брали участь на 7 або більше чемпіонатах світу за період по чемпіонат світу-2020 включно.

### Чоловіки
| Участі                  | Атлет                   | '92 | '93 | '94 | '95 | '96 | '97 | '98 | '99 | '00 | '01 | '02 | '03 | '04 | '05 | '06 | '07 | '08 | '09 | '10 | '12 | '14 | '16 | '18 | '20 |
| ----------------------- | ----------------------- | --- | --- | --- | --- | --- | --- | --- | --- | --- | --- | --- | --- | --- | --- | --- | --- | --- | --- | --- | --- | --- | --- | --- | --- |
| 9                       | Зерсенай Тадесе Еритрея |     |     |     |     |     |     |     |     |     |     | 1   | 2   |     |     | 3   | 4   | 5   | 6   | 7   | 8   | 9   |     |     |     |
| 8                       | Ронні Лігнел Бельгія    | 1   | 2   | 3   | 4   | 5   | 6   |     |     | 7   | 8   |     |     |     |     |     |     |     |     |     |     |     |     |     |     |
| 7                       | Камаль Когіль Алжир     | 1   | 2   | 3   | 4   | 5   |     |     | 6   |     |     |     | 7   |     |     |     |     |     |     |     |     |     |     |     |     |
| Каело Мосалаге Ботсвана |                         |     |     |     |     |     |     |     |     |     | 1   |     | 2   | 3   |     | 4   | 5   | 6   | 7   |     |     |     |     |     |     |
| Стівен Мокока ПАР       |                         |     |     |     |     |     |     |     |     |     |     |     |     |     |     |     | 1   | 2   |     | 3   | 4   | 5   | 6   | 7   |     |

### Жінки
| Участі                   | Атлетка            | '92 | '93 | '94 | '95 | '96 | '97 | '98 | '99 | '00 | '01 | '02 | '03 | '04 | '05 | '06 | '07 | '08 | '09 | '10 | '12 | '14 | '16 | '18 | '20 |
| ------------------------ | ------------------ | --- | --- | --- | --- | --- | --- | --- | --- | --- | --- | --- | --- | --- | --- | --- | --- | --- | --- | --- | --- | --- | --- | --- | --- |
| 8                        | Нуце Олару Румунія |     |     |     |     | 1   | 2   | 3   |     | 4   | 5   |     | 6   |     | 7   |     |     |     | 8   |     |     |     |     |     |     |
| Константіна Діце Румунія |                    |     |     |     |     |     | 1   | 2   |     | 3   | 4   | 5   | 6   | 7   | 8   |     |     |     |     |     |     |     |     |     |     |
| Аліна Іванова Росія      |                    |     |     |     |     |     | 1   | 2   |     |     |     | 3   | 4   | 5   | 6   | 7   | 8   |     |     |     |     |     |     |     |     |
| Лумініта Талпос Румунія  |                    |     |     |     |     |     |     | 1   |     |     | 2   | 3   | 4   | 5   | 6   | 7   | 8   |     |     |     |     |     |     |     |     |
| 7                        | Ауріка Буя Румунія | 1   |     |     | 2   | 3   | 4   | 5   |     |     | 6   |     |     | 7   |     |     |     |     |     |     |     |     |     |     |     |
| Юлія Олтяну Румунія      | 1                  | 2   | 3   | 4   |     |     |     | 5   |     | 6   |     | 7   |     |     |     |     |     |     |     |     |     |     |     |     |     |
| Крістьяна Помаку Румунія |                    |     |     | 1   | 2   | 3   | 4   | 5   | 6   |     | 7   |     |     |     |     |     |     |     |     |     |     |     |     |     |     |